# Cephaloscypha mairei
Cephaloscypha mairei är en svampart som först beskrevs av Albert Pilát, och fick sitt nu gällande namn av Agerer 1983. Cephaloscypha mairei ingår i släktet Cephaloscypha och familjen Marasmiaceae.   Inga underarter finns listade i Catalogue of Life.
I den svenska databasen Dyntaxa används istället namnet Flagelloscypha mairei för samma taxon.  Arten är reproducerande i Sverige.